# Saint-Étienne
Para la banda musical británica véase Saint Etienne.
Para el club de fútbol francés de la ciudad de Saint-Étienne en Ródano-Alpes, véase Association Sportive de Saint-Étienne.
Saint-Étienne (pronunciado /sɛ̃teˈtjɛn(ə)/; en francoprovenzal Sant-Etiève o Sant-Tiève), conocida como Sainté en lenguaje coloquial, rebautizada como Armeville durante la Revolución francesa, es una ciudad situada en el sudeste de Francia, en la región de Auvernia-Ródano-Alpes. Es la capital del departamento de Loira.
Sus habitantes se denominan Stéphanois (en recuerdo del pasado minero Stéphanois de la cuenca hullera de Saint-Étienne llamada cuenca hullera de Stéphanie). 
Con 175 057 habitantes en 2020, es la 13.ª ciudad más poblada de Francia (2020) y la 2º más poblada de Auvernia-Ródano-Alpes. En términos de población, Saint-Étienne Métropole es la tercera aglomeración regional, después de la  aglomeración de Grenoble Alpes y la aglomeración de Lyon. Además, se encuentra en el centro de una amplia zona urbana de más de 520.640 habitantes en 2017, la decimoséptima de Francia por población, que comprende 117 municipios.
Conocida durante mucho tiempo como la ciudad francesa de las "armas, los ciclos y las cintas" y como un importante centro minero del carbón, Saint-Étienne está actualmente inmersa en un amplio programa de renovación urbana destinado a liderar la transición de la ciudad industrial del siglo XIX a la "capital del diseño" del siglo XXI. Este enfoque fue reconocido con la entrada de Saint-Étienne en la Red de Ciudades Creativas de la UNESCO en 2010. La ciudad está actualmente en proceso de renovación, con la instalación del distrito comercial de Châteaucreux, el centro comercial Steel y el barrio creativo Manufacture.
Entre 1970 y 2010, debido a la desindustrialización, Saint-Étienne fue una ciudad en declive demográfico. Sin embargo, desde 2010, la población de Saint-Étienne se ha estabilizado en torno a los 172.000 habitantes e incluso mantiene un ascenso sostenido de sus censos desde 2015, principalmente gracias a su atractivo costo de vida, sumado a las diversas oportunidades de estudios universitarios de calidad que ofrece.
Actualmente, entre sus distintas instituciones académicas, la Universidad Jean Monnet Saint-Étienne constituye la mayor y más prestigiosa estructura de formación e investigación de la ciudad, con más de 20.000 estudiantes, 6 campus, 5 facultades, 3 institutos, 1 escuela de ingenieros y 30 laboratorios de investigación.
La ciudad de Saint-Étienne, que tiene al AS Saint-Étienne como su equipo futbolístico emblema, ha sido sede de algunos de los mayores eventos deportivos franceses, tales como la Copa Mundial de Fútbol de 1998 o la Copa Mundial de Rugby de 2007, siendo también designada como una de las próximas sedes de la Copa Mundial de Rugby de 2023.

## Toponimia
La leyenda explica que, en tiempos de los romanos, la aldea se llamaba Furanum, derivado del nombre de Furan, el río que la atravesaba. Este nombre se cambió por el de Furania, nombre que se mantuvo hasta la Edad Media.
Los primeros documentos escritos (en 1258) de la ciudad mencionan Sancti Stephan de Furano (Saint-Étienne de Furan).
La ciudad, conocida por sus fábricas de armas fue rebautizada brevemente durante la Revolución francesa con el nombre de Armeville o Commune d’Armes.

## Historia

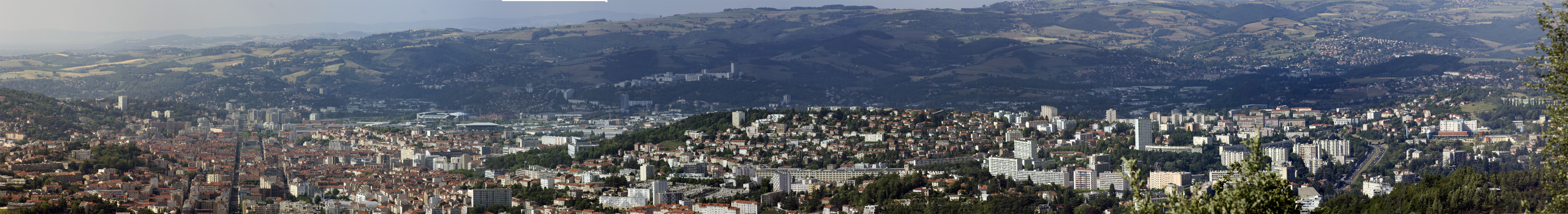
Vista panorámica de la ciudad de Saint-Étienne.

Saint-Étienne fue, durante mucho tiempo, una ciudad secundaria, menos influyente —tanto en el plano político como administrativo— que Montbrison, la cual fue prefectura antes de que lo fuera Saint-Étienne, y que Feurs la capital del Loira de 1793 a 1795. En 1855 Saint-Étienne, gracias a su rápido desarrollo industrial y demográfico, se convirtió en la capital del departamento.
Desde el siglo XV Saint-Étienne fue un importante centro de producción metalúrgica (armas blancas, armas de fuego desde las guerras italianas de Francisco I), y metalurgia menor, como la llamada quincallería. Y, desde el siglo XVI se desarrolló también la fabricación de cintas (la cintería, que no debe confundirse con la pasamanería).
Durante el período de la Revolución industrial se desarrollaron los oficios de la metalurgia pesada y la explotación masiva de las minas de carbón. Al mismo tiempo, Saint-Étienne, se convirtió en la capital mundial de la cinta, desbancando a Basilea.
A principios del siglo XX, la industria armamentística fue absorbida por la Manufactura de armas de Saint-Étienne (MAS) en lo concerniente al material militar, y por la Manufactura francesa de armas y ciclomotores (Manufrance), al igual que fueron absorbidos numerosos artesanos fabricantes de fusiles civiles. Pese al cierre de Manufrance todavía quedan algunos artesanos.
La primera vía ferroviaria de Europa continental fue construida a partir de 1823. Comunicaba Saint-Étienne con Andrézieux-Bouthéon y se utilizó para transportar el carbón de las minas hasta las orillas del Loira a partir del 30 de junio de 1827. Entre 1830-32 se construyó una segunda vía ferroviaria que, a partir de 1831, transportaba a los viajeros entre Saint-Étienne y Lyon.
Barthélemy Thimonnier construyó la primera máquina de vapor en 1830.
Saint-Étienne fue bombardeada el 26 de mayo de 1944. Hubo cerca de 1000 muertos a causa de los disparos de una escuadrilla de bombarderos estadounidenses que querían destruir las numerosas fábricas que habían sido utilizadas por los nazis.
A partir de los años 1970 las industrias stéphanoises tuvieron muchas dificultades y la ciudad sufrió un importante bache económico y demográfico. De una población de 225.825 habitantes en 1968, se pasó a 201.569 en 1990 y a 183.522 en 1999.

## Clima
| Parámetros climáticos promedio de Aeropuerto de Saint-Étienne - Bouthéon (normales 1991–2020, extremos 1946–presente), Altitud: 400 m | Parámetros climáticos promedio de Aeropuerto de Saint-Étienne - Bouthéon (normales 1991–2020, extremos 1946–presente), Altitud: 400 m | Parámetros climáticos promedio de Aeropuerto de Saint-Étienne - Bouthéon (normales 1991–2020, extremos 1946–presente), Altitud: 400 m | Parámetros climáticos promedio de Aeropuerto de Saint-Étienne - Bouthéon (normales 1991–2020, extremos 1946–presente), Altitud: 400 m | Parámetros climáticos promedio de Aeropuerto de Saint-Étienne - Bouthéon (normales 1991–2020, extremos 1946–presente), Altitud: 400 m | Parámetros climáticos promedio de Aeropuerto de Saint-Étienne - Bouthéon (normales 1991–2020, extremos 1946–presente), Altitud: 400 m | Parámetros climáticos promedio de Aeropuerto de Saint-Étienne - Bouthéon (normales 1991–2020, extremos 1946–presente), Altitud: 400 m | Parámetros climáticos promedio de Aeropuerto de Saint-Étienne - Bouthéon (normales 1991–2020, extremos 1946–presente), Altitud: 400 m | Parámetros climáticos promedio de Aeropuerto de Saint-Étienne - Bouthéon (normales 1991–2020, extremos 1946–presente), Altitud: 400 m | Parámetros climáticos promedio de Aeropuerto de Saint-Étienne - Bouthéon (normales 1991–2020, extremos 1946–presente), Altitud: 400 m | Parámetros climáticos promedio de Aeropuerto de Saint-Étienne - Bouthéon (normales 1991–2020, extremos 1946–presente), Altitud: 400 m | Parámetros climáticos promedio de Aeropuerto de Saint-Étienne - Bouthéon (normales 1991–2020, extremos 1946–presente), Altitud: 400 m | Parámetros climáticos promedio de Aeropuerto de Saint-Étienne - Bouthéon (normales 1991–2020, extremos 1946–presente), Altitud: 400 m | Parámetros climáticos promedio de Aeropuerto de Saint-Étienne - Bouthéon (normales 1991–2020, extremos 1946–presente), Altitud: 400 m |
| Mes | Ene. | Feb. | Mar. | Abr. | May. | Jun. | Jul. | Ago. | Sep. | Oct. | Nov. | Dic. | Anual |
| --- | --- | --- | --- | --- | --- | --- | --- | --- | --- | --- | --- | --- | --- |
| Temp. máx. abs. (°C) | 20.0 | 23.2 | 26.4 | 28.8 | 33.7 | 37.8 | 41.1 | 39.3 | 36.0 | 29.2 | 25.2 | 20.2 | 41.1 |
| Temp. máx. media (°C) | 7.3 | 8.8 | 13.1 | 16.3 | 20.3 | 24.5 | 26.9 | 26.9 | 22.2 | 17.3 | 11.4 | 8.0 | 16.9 |
| Temp. media (°C) | 3.8 | 4.5 | 7.8 | 10.7 | 14.6 | 18.5 | 20.7 | 20.6 | 16.4 | 12.7 | 7.6 | 4.6 | 11.9 |
| Temp. mín. media (°C) | 0.3 | 0.2 | 2.6 | 5.0 | 9.0 | 12.6 | 14.4 | 14.2 | 10.7 | 8.1 | 3.7 | 1.1 | 6.9 |
| Temp. mín. abs. (°C) | -25.6 | -22.5 | -13.9 | -7.4 | -3.9 | -0.6 | 2.9 | 1.1 | -2.6 | -6.2 | -10.6 | -18.6 | -25.6 |
| Precipitación total (mm) | 38.3 | 30.3 | 33.9 | 55.0 | 81.5 | 80.8 | 77.2 | 72.8 | 70.3 | 76.2 | 73.0 | 39.0 | 728.3 |
| Días de precipitaciones (≥ 1.0 mm) | 7.8 | 7.0 | 7.1 | 9.2 | 10.1 | 8.8 | 7.8 | 7.6 | 7.5 | 8.7 | 8.7 | 7.6 | 97.9 |
| Días de nevadas (≥ 1 mm) | 5.1 | 5.8 | 2.5 | 1.1 | 0.0 | 0.0 | 0.0 | 0.0 | 0.0 | 0.0 | 1.5 | 4.6 | 20.5 |
| Horas de sol | 81.4 | 108.6 | 162.3 | 186.2 | 213.7 | 240.7 | 275.1 | 259.1 | 193.2 | 134.7 | 87.6 | 75.8 | 2018.4 |
| Humedad relativa (%) | 81 | 78 | 73 | 71 | 72 | 72 | 68 | 71 | 75 | 80 | 81 | 83 | 75.4 |
| Fuente n.º 1: Météo France | | | | | | | | | | | | | |
| Fuente n.º 2: Infoclimat.fr (humedad 1961–1990)                                                                                       | | | | | | | | | | | | | |

## Administración

### Ayuntamiento
Tras las elecciones de marzo y junio de 2020, el consejo municipal de Saint-Étienne se compone de 59 consejeros electos: el alcalde (maire), 19 adjuntos (adjoints) y 39 consejeros (conseillers municipaux). 12 de los electos forman la oposición, mientras que 47 forman la mayoría municipal.

### Modificaciones territoriales[1]
La ciudad se ha ampliado repetidas veces, anexándose los municipios siguientes:
- en 1855, Beaubrun, Montaud, Outre-Furens y Valbenoîte.
- en 1863, cede parte de Planfoy.
- en 1969, Saint-Victor-sur-Loire, (no contiguo al resto de Saint-Étienne, caso único en Francia).
- en 1970, Terrenoire.
- en 1973, Rochetaillée (con el estatuto de ciudad asociada), 824 habitantes en 2007.

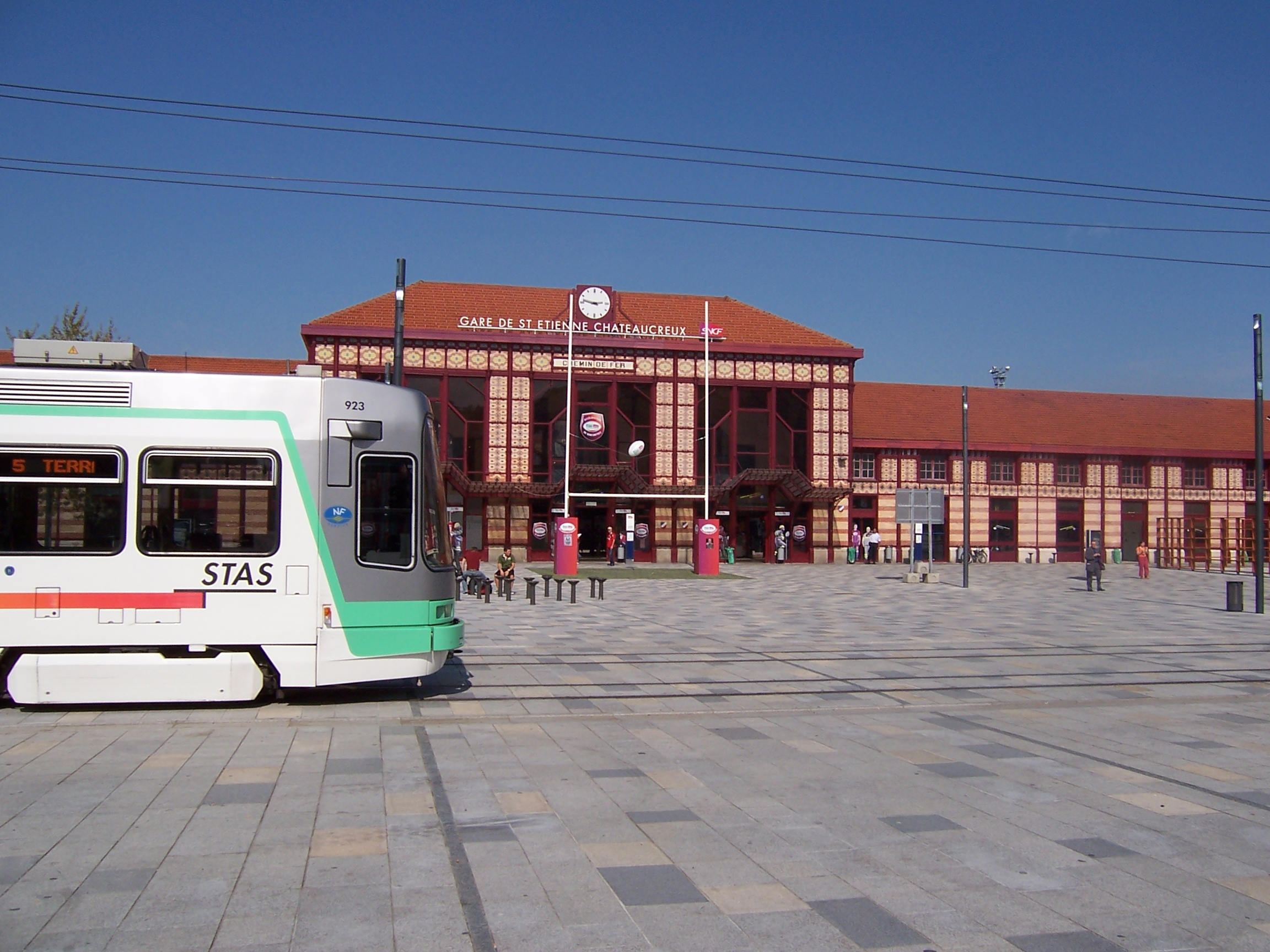
Tranvía delante la estación de ferrocarriles de Châteaucreux.

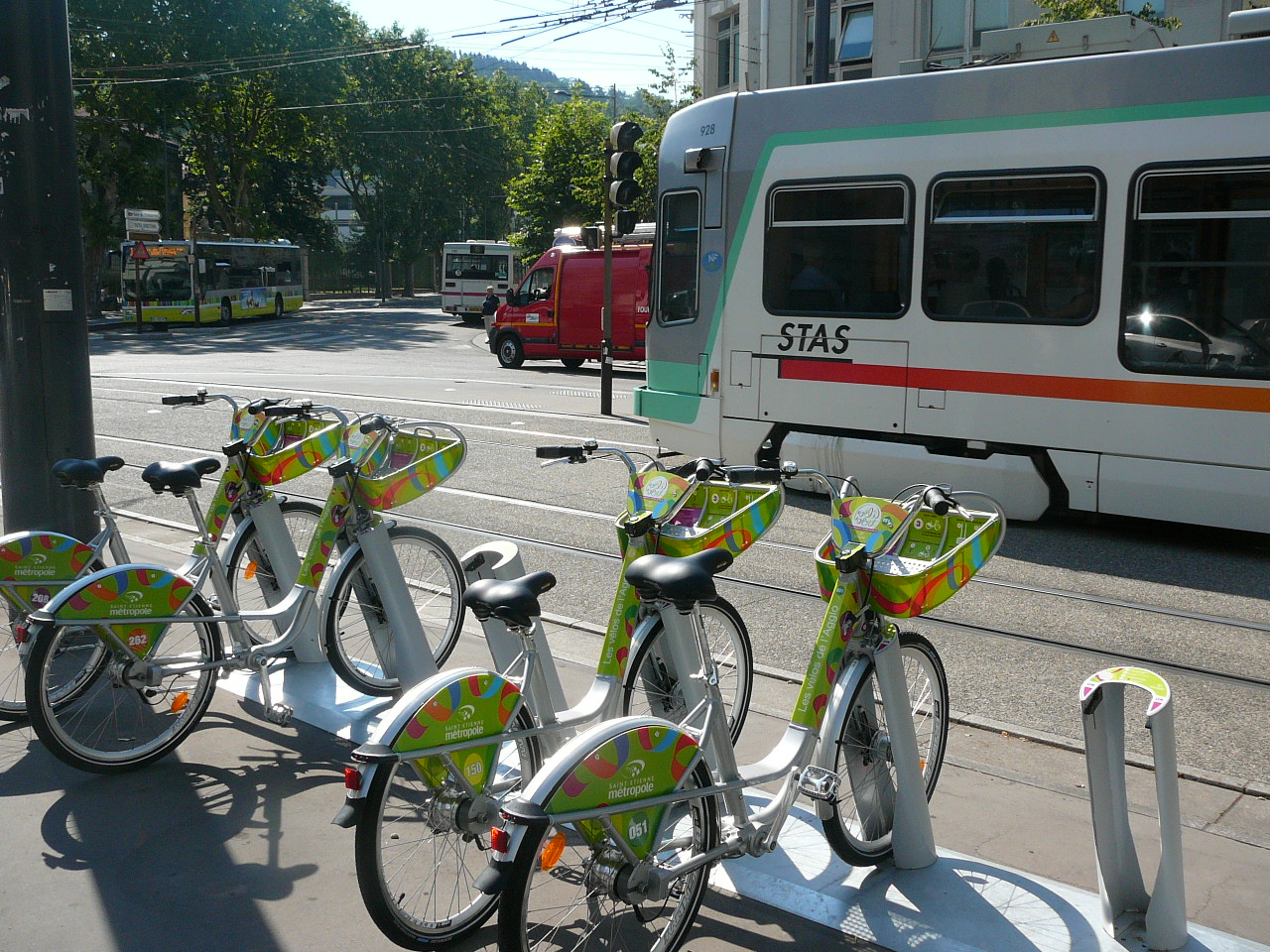
Sistema de bicicletas compartidas Vélivert.

## Geografía
La ciudad está situada sobre el Furan (o Furens), al pie del Pilat, a unos 59 km al sudoeste de Lyon y a 53 km de Vienne. Por el sur está a 81 km de Le Puy-en-Velay y por el oeste a unos 147 km de Clermont-Ferrand.
Su altitud media es de 516 m.

### Municipios limítrofes
Villars, Saint-Priest-en-Jarez, La Tour-en-Jarez, la Talaudière, Saint-Jean-Bonnefonds, Saint-Chamond, la Valla-en-Gier, le Bessat, Tarentaise, Saint-Genest-Malifaux, Planfoy (limítrofes del municipio asociado de Rochetaillée de estos últimos), la Ricamarie, Roche-la-Molière y Saint-Genest-Lerpt.
El barrio de Saint-Victor-sur-Loire, exclave de Saint-Étienne, tiene como municipios limítrofes, además de Roche-la-Molière y Saint-Genest-Lerpt asociados con Saint-Étienne, Saint-Just-Saint-Rambert, Chambles, Caloire y Unieux.

## Demografía

### Evolución demográfica[1]
| 25 000 | 16 259 | 18 035 | 19 102 | 48 554 | 41 534 | 49 614 | 56 003 | 94 432 | 92 250 | 96 620 | 110 814 | 126 019 | 123 813 | 117 875 | 133 443 | 136 030 | 146 559 | 146 788 | 148 656 | 167 967 | 193 737 | 191 088 | 190 236 | 177 966 | 181 730 | 210 311 | 223 223 | 220 181 | 204 955 | 199 396 | 180 210 | 177 480 |
| Para los censos de 1962 a 1999 la población legal corresponde a la población sin duplicidades (Fuente: INSEE [Consultar]) |        |        |        |        |        |        |        |        |        |        |         |         |         |         |         |         |         |         |         |         |         |         |         |         |         |         |         |         |         |         |         |         |

## Economía
Saint-Étienne ha pasado durante la segunda mitad del siglo XX por numerosas reestructuraciones y cierres industriales. Tras el cierre de Manufrance, las minas de carbón de GIAT industrias y las dificultades de la industria del ciclomotor, Saint-Étienne ha sido considerada como una ciudad en peligro. Su actividad económica parece estar recobrándose gracias a las iniciativas locales y regionales del centro de innovación, manifestaciones artísticas, y al fortalecimiento de su influencia económica.
Las principales actividades económicas son:
- los servicios
- la gran distribución: el Grupo Casino, del que es fundador Geoffroy Guichard, va a reforzar su presencia en Saint-Étienne con la construcción de su nueva sede social en el centro de Châteaucreux.
- la sanidad (hospitales, clínicas, casas de reposo) que se ampliará con un nuevo centro hospitalario que reemplazará a la Muralla de China.
- Chocolaterías; (Chocolat Weiss, Chocolat des Princes…)
- Óptica (con el importante centro del Pôle optique et vision
- Diseño, célebre desde hace algunos años debido a la Bienale internacional du Design. Esta especialidad va a ser reforzada con la construcción, en la antigua sede de Giat de la Cité du Design.
- la alta tecnología, con la fábrica francesa más importante dedicada a la fabricación de altavoces y sistemas acústicos que se instalará en La Talaudiére, la firma Focal (o JMLab).

## Proyectos municipales
- Un Zénith con una capacidad de 7000 plazas y diseñado por Norman Foster fue inaugurado en 2008.
- En octubre de 2006 se puso en funcionamiento la segunda línea de tranvías que enlaza la estación de tren de Châteaucreux con la céntrica Place du Peuple.
- construcción de un gran centro de negocios en el distrito de Châteaucreux, o Casino (entre otros), se construirá en los próximos años en el seno de una nueva sede social más moderna y funcional.
- Construcción de un centro internacional del diseño en la antigua fábrica de armas (ex-GIAT), que actualmente se encuentra en estado ruinoso.
- La Tour Plein Ciel (barrio de Montreynaud), edificio de viviendas construido en 1970 y que por su altura (92 m) es visible desde toda la ciudad, debería demolerse antes de acabar 2010, según se decidió en referéndum[11]
- Saint-Étienne presentó su candidatura de capital Europea de la cultura en 2013 pero Marsella fue seleccionada.

## Educación
Enseñanza superior
- Universidad de Saint-Étienne
- Escuela nacional superior de minas de Saint-Étienne
- Escuela nacional de ingenieros de Saint-Étienne (ENISE)
- Instituto superior de técnicas avanzadas de Saint-Étienne
- Escuela de arquitectura de Saint-Étienne (EASE)
- Escuela superior de arte y diseño de Saint-Étienne (ESADSE)
- Instituto universitario de tecnología de Saint-Étienne y Roanne
- Emlyon Business School

## Cultura

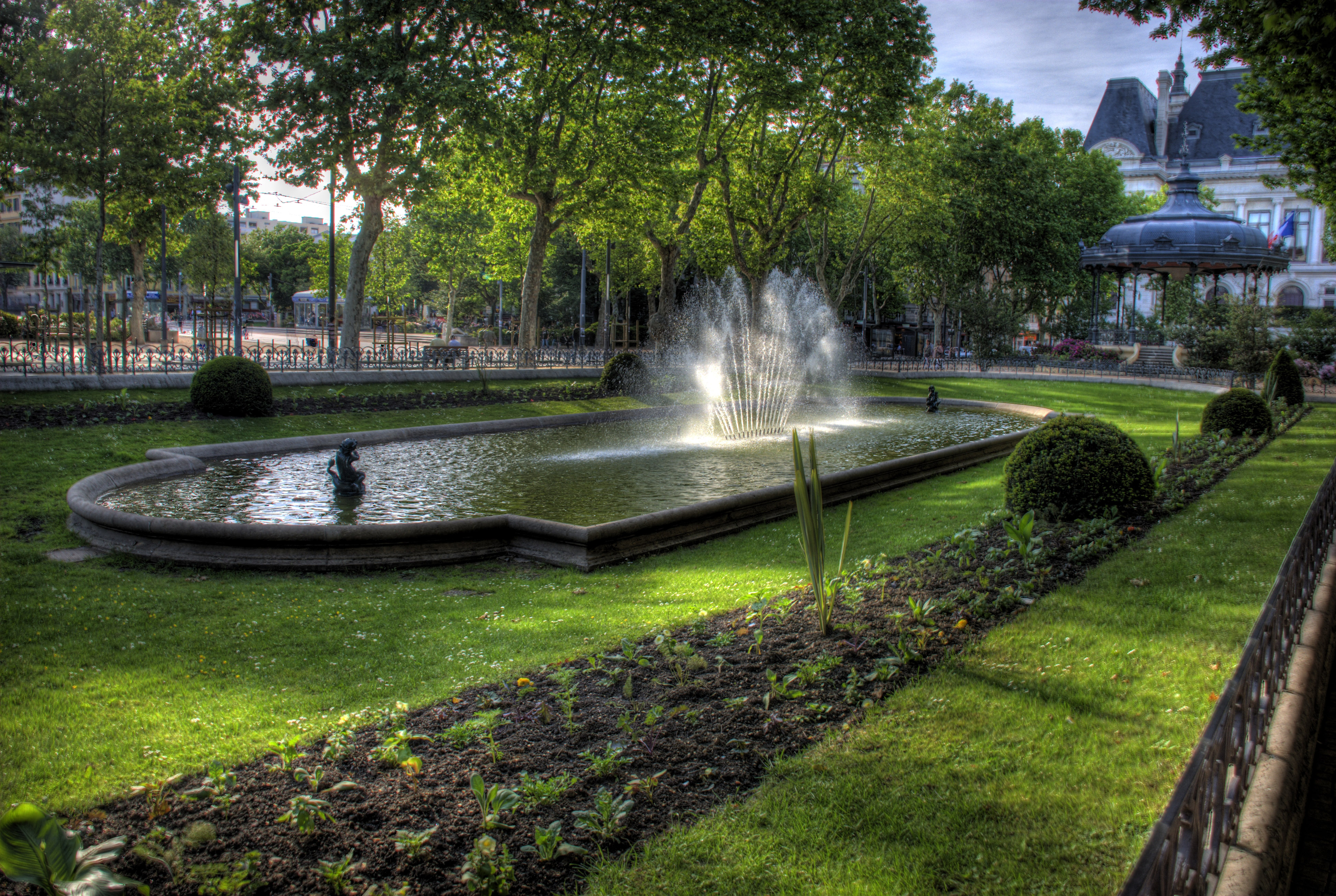
Plaza Jean Jaurès.

El notable patrimonio arquitectónico de Saint-Étienne, del siglo XIV y del siglo XX, ha merecido el distintivo de ciudad de Arte e Historia concedido en 2002.
La Torre de la Droguerie, la Bolsa de Trabajo, el Ayuntamiento, la Prefectura, la Manufactura de armas, el puente ferroviario más antiguo de la Europa continental (clasificado como monumento histórico), y otros edificios, son un ejemplo de este patrimonio excepcional. Saint-Étienne dispone, asimismo, de más de 700 hectáreas de parques y espacios verdes (los más importantes son: el Jardín de las Plantas, el Parque de Europa, el Parque Montaud y el Parque de la Perrotiére), llenos de esculturas, obras de arte, especies de árboles. Ideal para el descanso, los paseos, y para descubrir la ciudad bajo otro prisma. La ciudad tiene también, un rico patrimonio en estatuas. Una réplica de la Estatua de la Libertad es visible desde el centro mismo de la ciudad. También se puede visitar el castillo de Rochetaillée.

### Museos y otros lugares culturales
- Museo de arte moderno, la décima colección de Francia después de la de Beaubourg (más de 4000 m² de superficie de exposición, más de 15.000 obras expuestas, más de 900 piezas de dibujo…)
- Museo de arte e industria, instalado en un hermoso edificio estilo Segundo Imperio, recientemente restaurado.
- Museo de la mina, un paseo interesante por el universo de la mina
- Museo del viejo Saint-Étienne. Este museo se ubica en un magnífico palacio particular del siglo XVII.
- Conservatorio de Saint-Étienne y los Talleres de los mejores artesanos de Francia, se exponen muchas obras originales creadas en los talleres de la propia ciudad.
- Memorial de la resistencia y la deportación. Pequeño museo en el que se expone la dolorosa historia de la resistencia y la deportación durante la guerra 1939/1945 en la región.
- Museo de los transportes urbanos de Saint-Étienne y su región. Situado en Saint-Priest-en-Jarez (un municipio de las afueras stéphanoises) en la sede del depósito principal de la STAS (explotación de la red urbana stéphanoise). Expone la historia de los transportes urbanos de la ciudad y alberga algunos de los antiguos medios de transportes urbanos de la ciudad (tranvías, trolebuses, autobuses, etc,).
- Astronef Planetarium de Saint-Étienne: un viaje apasionante por el Universo (página web)
- Parque Giron: lugar que ha sido reconvertido y es, actualmente, un centro de antigüedades
- Palacio de Espectáculos: Es, actualmente, la sala más grande de espectáculos de la ciudad, con una capacidad de 4500 plazas. Será reemplazado, próximamente, por el futuro Zénith (más de 7000 plazas)
- La Explanada de Ópera Teatro
- El Hall C, para la música actual.

### Iglesias y capillas

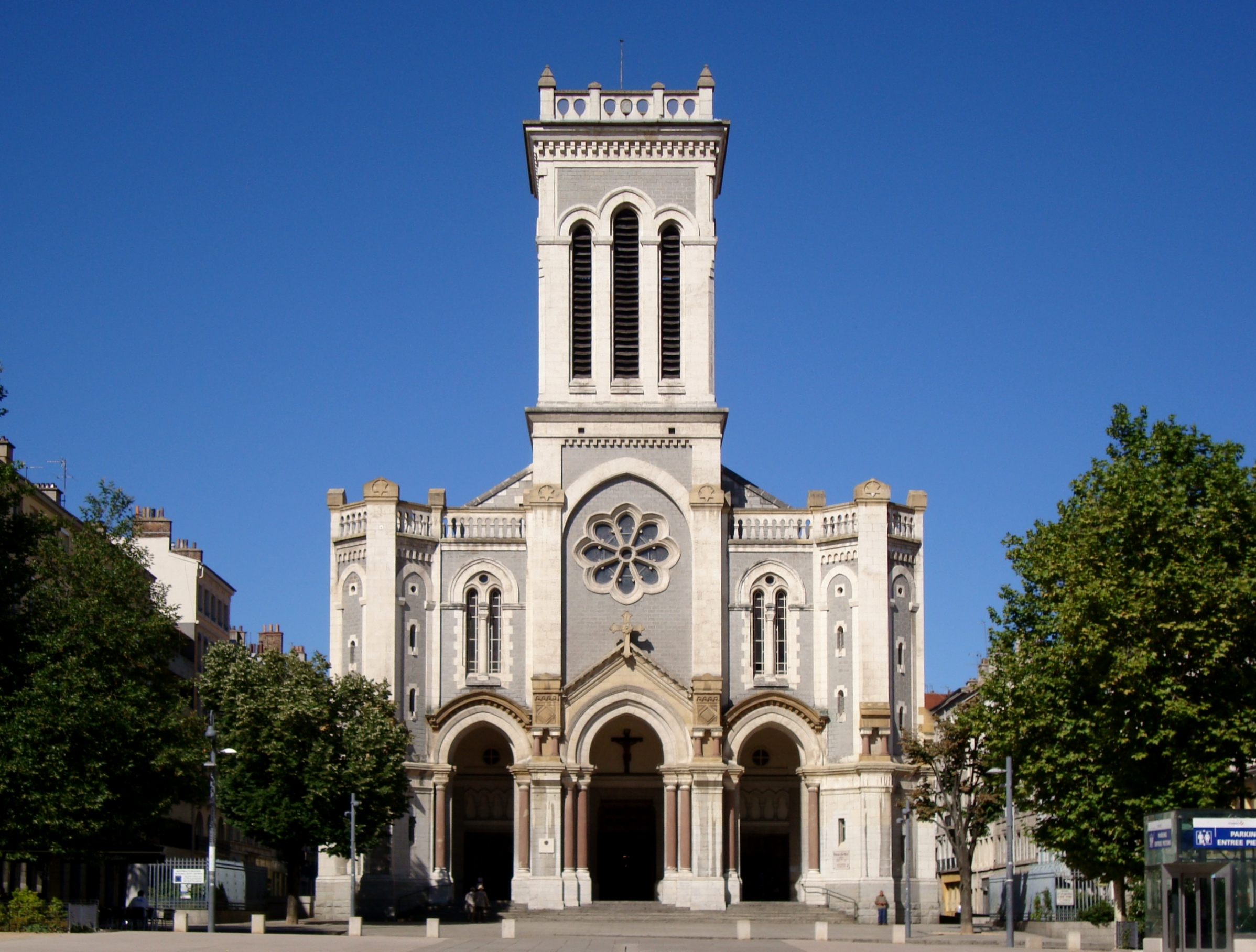
Catedral Saint-Charles

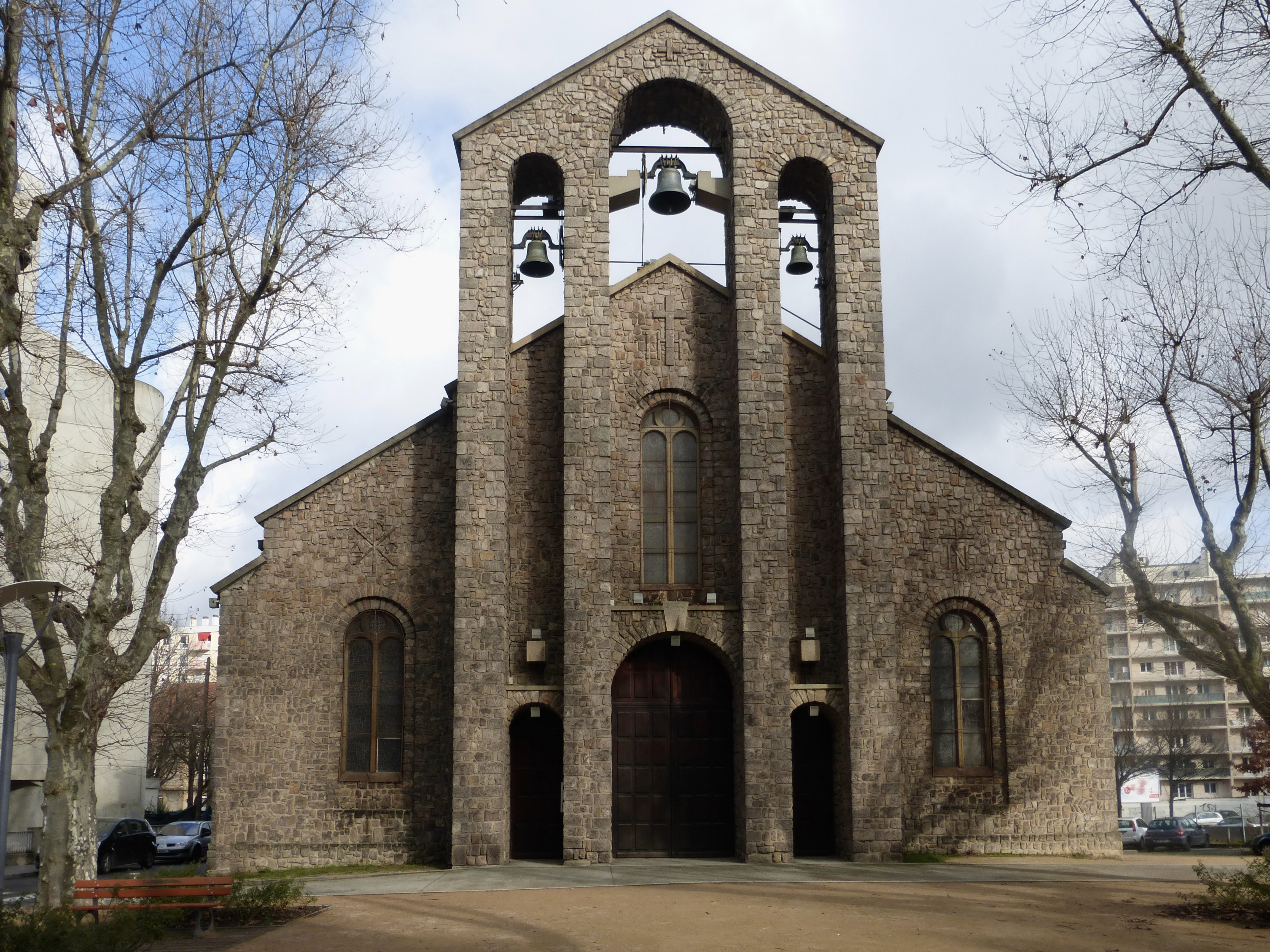
Iglesia de Saint-Pierre Saint-Paul

- Catedral Saint-Charles, fundada de 1912 a 1923, de estilo neogótico primitivo, planta de cruz latina con transepto y triple nave, campanario en la fachada, mide 80 metros de largo, 30 metros de ancho y 17 metros desde la bóveda, el órgano del coro de 1930, imponente órgano de A. Durand de 1968, hermoso tabernáculo, interior muy interesante. Desgraciadamente la catedral no ha sido terminada y le faltan 3 campanarios, la cúpula y los ornamentos interiores y exteriores.

- Grand Église, Fundada en el siglo XV de estilo gótico forézien, coro gótico flamígero, imponente órgano Mutin-Cavaillé Coll de 1922. Cuadro de Voeu de Peste. La Grand Église está clasificada como monumento histórico de Francia.

- Iglesia de Notre Dame, Erigida en el siglo XVII tiene una hermosa fachada de estilo jesuita del siglo XIX, en el interior, hermoso órgano Callinet de 1837, clasificado de Monumento histórico, un púlpito esculpido por Claude Désiré, una espina de la corona de Cristo y una carta autógrafa de San Luis.

- Iglesia de Saint-Louis, una de las más céntricas y más frecuentadas de la ciudad. Su edificación data del siglo XVII. Era, entonces, la iglesia del Convento de las Mínimas. Durante la revolución fue una sala de baile y de teatro recuperando, después, su función cultural y su estado actual. Frescos de Joseph Lamberton (1867–1943) sobre la vida de Luis IX (en el coro), y el gran órgano de estilo germánico barroco 1997 de Denis Londe (Jura).

- Iglesia de Sainte-Marie, su interior contiene cuadros y pinturas murales, data del siglo XIX, deslumbrante arquitectura neo-bizantina, órgano de 1801. La iglesia de Sainte-Marie, tiene la clasificación de Monumento histórico.

- Capilla de la Charité. Hermosa carpintería del siglo XVIII, grandiosa escalera del siglo XVII, magnífica decoración estilo Empire, altar con baldaquino de mármol, de estilo barroco italiano. La capilla de la Caridad así como sus escaleras tienen la clasificación de Monumentos históricos.

- Iglesia Saint-Pierre Saint-Paul. Iglesia del siglo XX.

- Centro Saint-Agustín. Iglesia del siglo XX construido por una donación.

### Festivales
- Fiesta del libro de Saint-Étienne. Se celebra todos los años en la segunda quincena de octubre durante tres días: viernes, sábado y domingo.

- Feria económica de Saint-Étienne. Se celebra todos los años durante la segunda quincena de septiembre, durante once días

- Bienal internacional del Diseño de Saint-Étienne. Se celebra cada dos años durante la primera quincena de noviembre, durante doce días
- Festival de Palabras y Música. Todos los años

- Festival de las Resistencias y las Alternativas. Conciertos, cine, talleres, debates, conferencias, etc. últimos de abril y primeros de mayo.

- Festival de música innovadora. Últimos de mayo

- Festival de las 7 colinas. Festival de teatro y cine (todos los años durante la primera quincena de julio)

- Festival de artes burlescas

- Festival de la Música del Mundo

- Bienal de la ciudad

- Noche de los stéphanois. Conciertos organizados

- Órgano de Saint-Louis en Tiempo Litúrgicos. Tres conciertos de órgano gratuitos cada año: Navidad, Cuaresma, Pascua, o en otro tiempo (iglesia de Saint-Louis, en el centro de la ciudad)

### El "patois" de Saint-Étienne
Saint-Étienne tiene una particularidad específica, existe un patois local denominado "gaga", que todavía se habla aunque, propiamente dicho, no sea exactamente un patois ya que carece de una gramática específica. Sin embargo el vocabulario es muy rico y llama la atención, sobre todo, por su fuerte acento.

### Gastronomía
- Bugnes, una especie de buñuelos que se consumen también en Lyon.

- Sarason, parecido al queso blanco, se saca del bas-baurre (el lactuserum que se desprende durante la preparación de la mantequilla) por precipitación con el agua hirviendo, los granos de sarasson formados se escurren rápidamente. Se consumen fríos sazonados con hierbas (cebollino, ajo, sal y pimienta) sirven de acompañamiento de las patatas cocidas con agua o al vapor. En Lyon, esta misma preparación se llama, además de queso blanco, cervelle de canut.

- Rapée, galleta de patatas, parecida a la crique ardéchoise. Se sazona con sal y pimienta, o algunas veces, con azúcar o mermelada.

## Deportes
El club de fútbol de la ciudad, Association Sportive de Saint-Étienne, participará en la Ligue 2, la segunda división del fútbol nacional, desde la temporada 2022-23. Dominó el fútbol francés durante los años 1960/80, ganando diez veces el campeonato de Francia (1956–1957/1963–1964/1966–1967/1967–1968/1968–1969/1969–1970/1973–1974/1974–1975/1975–1976/1980–1981), seis veces la copa de Francia (1962/1968/1970/1974/1975/1977), perdiendo 1-0 la final de la copa de Europa en 1976 en Glasgow (35.616 plazas), es apodado el chaudron (o l’enfer vert, por todos aquellos que se le enfrentan). Muchos de los jugadores más renombrados del fútbol francés han jugado en este equipo, por ejemplo: Aimé Jacquet, Michel Platini, Johnny Rep, Hervé Revelli, Dominique Rocheteau, Jean-Michel Larqué, Jacques Santini, Laurent Blanc, Grégory Coupet.
Es el equipo que ha estimulado el entusiasmo nacional por el fútbol debido a sus numerosos éxitos. Su estadio, Stade Geoffroy-Guichard, es sobradamente conocido por ser uno de los más animados y de mejor ambiente de Francia.
Otro deporte típico de Saint-Étienne es la sarbacane, que se desarrolló y fue impuesto por los hulleros, para que los mineros expulsaran toda la grasa que acumulaban en sus pulmones tratando, por este método, de frenar la silicosis. En stéphanois, un jugador de sarbacane es llamado baveux, y dicho deporte todavía se practica en la actualidad en los cafés.
Equipamientos deportivos: Stade Geoffroy-Guichard
Asociaciones deportivas: Association Sportive de Saint-Étienne y Saint-Étienne Basket

### Oficiales
- (en francés) Sitio de la villa de Saint-Étienne
- (en francés) página de la región de Saint-Étienne
- (en francés) Una historia de Saint-Étienne Archivado el 2 de marzo de 2018 en Wayback Machine.
- INSEE
- (en francés) Sitio de Universidad de Saint-Étienne
- (en francés) Sitio de Escuela nacional superior de minas de Saint-Étienne

- Datos: Q42716
- Multimedia: Saint-Étienne / Q42716
- Guía turística: Saint-Étienne